# Rudolf Augstein
Rudolf Karl Augstein, född 5 november 1923 i Hannover, död 7 november 2002 i Hamburg, var en tysk tidningsutgivare. Han var en av de stora männen i den tyska mediavärlden genom sitt grundande och chefskap för Der Spiegel från 1946 och fram till sin död 2002.